# برانیسلاو میتروویچ
برانیسلاو میتروویچ (انگلیسی: Branislav Mitrović؛ زادهٔ ۳۰ ژانویهٔ ۱۹۸۵) بازیکن واترپلو اهل صربستان است.
وی در مسابقات کشوری و بین‌المللی در مجموع برندهٔ ۱۱ مدال طلا، ۱ مدال برنز شده‌است.